# Championnats du monde d'haltérophilie 2009
Navigation
Édition précédente Édition suivante
Les Championnats du monde d'haltérophilie 2009 ont lieu à Goyang en Corée du Sud du 17 novembre 2009 au 29 novembre 2009.

## Programme
| Jeudi 19 novembre - 18:00 Cérémonie d'ouverture Vendredi 20 November - 11:00 Hommes 62 kg - Groupe C - 13:00 Hommes 56 kg - Groupe C - 16:00 Hommes 56 kg - Groupe B - 19:00 Hommes 56 kg - Groupee A Samedi 21 novembre - 09:00 Hommes 69 kg - Groupe D - 11:00 Hommes 62 kg - Groupe B - 13:00 Femmes 48 kg - Groupe B - 16:00 Hommes 62 kg - Groupe A - 19:00 Femmes 48 kg - Groupe A Dimanche 22 novembre - 09:00 Hommes 69 kg - Groupe C - 11:00 Femmes 53 kg - Groupe B - 13:00 Hommes 69 kg - Groupe B - 16:00 Femmes 53 kg - Groupe A - 19:00 Hommes 69 kg - Groupe A | Lundi 23 novembre - 13:00 Femmes 58 kg - Groupe C - 16:00 Femmes 58 kg - Groupe B - 19:00 Femmes 58 kg - Groupe A Mardi 24 novembre - 11:00 Hommes 77 kg - Groupe D - 13:00 Hommes 77 kg - Groupe C - 16:00 Hommes 77 kg - Groupe B - 19:00 Hommes 77 kg - Groupe A Mercredi 25 novembre - 11:00 Hommes 85 kg - Groupe D - 13:00 Femmes 63 kg - Groupe C - 16:00 Femmes 63 kg - Groupe B - 19:00 Femmes 63 kg - Groupe A Jeudi 26 novembre - 09:00 Hommes 94 kg - Groupe C - 11:00 Femmes 69 kg - Groupe C - 13:00 Hommes 85 kg - Groupe C - 16:00 Hommes 85 kg - Groupe B - 19:00 Hommes 85 kg - Groupe A | Vendredi 27 novembre - 09:00 Femmes 69 kg - Groupe B - 11:00 Femmes 75 kg - Groupe B - 13:00 Hommes 94 kg - Groupe B - 16:00 Femmes 69 kg - Groupe A - 19:00 Hommes 94 kg - Groupe A Samedi 28 novembre - 09:00 Hommes 105 kg - Groupe C - 11:00 Hommes +105 kg - Groupe C - 13:00 Femmes +75 kg - Groupe B - 16:00 Femmes 75 kg - Groupe A - 19:00 Femmes +75 kg - Groupe A Dimanche 29 novembre - 09:00 Hommes 105 kg - Groupe B - 11:00 Hommes +105 kg - Groupe B - 13:00 Hommes 105 kg - Groupe A - 16:00 Hommes +105 kg - Groupe A - 19:00 Cérémonie de clôture |

## Médaillés

### Hommes
| Épreuves                     | Épreuves    | Or              | Or     | Argent                | Argent | Bronze             | Bronze |
| – 56 kg résultats détaillés  | Arraché     | Wu Jingbiao     | 131 kg | Long Qingquan         | 130 kg | Khalil El Maoui    | 125 kg |
| – 56 kg résultats détaillés  | Épaulé-Jeté | Long Qingquan   | 162 kg | Wu Jingbiao           | 155 kg | Sergio Álvarez     | 154 kg |
| – 56 kg résultats détaillés  | Total       | Long Qingquan   | 292 kg | Wu Jingbiao           | 286 kg | Sergio Álvarez     | 274 kg |
| – 62 kg résultats détaillés  | Arraché     | Ding Jianjun    | 146 kg | Yang Fan              | 144 kg | Eko Yuli Irawan    | 140 kg |
| – 62 kg résultats détaillés  | Épaulé-Jeté | Eko Yuli Irawan | 175 kg | Yang Sheng-Hsiung     | 170 kg | Yang Fan           | 170 kg |
| – 62 kg résultats détaillés  | Total       | Ding Jianjun    | 316 kg | Eko Yuli Irawan       | 315 kg | Yang Fan           | 314 kg |
| – 69 kg résultats détaillés  | Arraché     | Liao Hui        | 160 kg | Ninel Miculescu       | 155 kg | Arakel Mirzoyan    | 154 kg |
| – 69 kg résultats détaillés  | Épaulé-Jeté | Liao Hui        | 186 kg | Kim Sun-Bae           | 181 kg | Triyatno           | 180 kg |
| – 69 kg résultats détaillés  | Total       | Liao Hui        | 346 kg | Arakel Mirzoyan       | 334 kg | Triyatno           | 330 kg |
| – 77 kg résultats détaillés  | Arraché     | Lu Xiaojun      | 174 kg | Tigran G. Martirosyan | 170 kg | Su Dajin           | 165 kg |
| – 77 kg résultats détaillés  | Épaulé-Jeté | Sa Jae-Hyouk    | 205 kg | Lu Xiaojun            | 204 kg | Su Dajin           | 200 kg |
| – 77 kg résultats détaillés  | Total       | Lu Xiaojun      | 378 kg | Tigran G. Martirosyan | 370 kg | Su Dajin           | 365 kg |
| – 85 kg résultats détaillés  | Arraché     | Lu Yong         | 175 kg | Tigran V. Martirosyan | 172 kg | Siarhei Lahun      | 171 kg |
| – 85 kg résultats détaillés  | Épaulé-Jeté | Siarhei Lahun   | 209 kg | Lu Yong               | 208 kg | Gevorik Poghosyan  | 208 kg |
| – 85 kg résultats détaillés  | Total       | Lu Yong         | 383 kg | Siarhei Lahun         | 380 kg | Vladimir Kuznetsov | 376 kg |
| – 94 kg résultats détaillés  | Arraché     | Vladimir Sedov  | 185 kg | Artem Ivanov          | 180 kg | Kim Min-jae        | 178 kg |
| – 94 kg résultats détaillés  | Épaulé-Jeté | Kim Seon-Jong   | 218 kg | Vladimir Sedov        | 217 kg | Valeriu Calancea   | 211 kg |
| – 94 kg résultats détaillés  | Total       | Vladimir Sedov  | 402 kg | Nizami Pashayev       | 387 kg | Kim Min-jae        | 384 kg |
| – 105 kg résultats détaillés | Arraché     | Marcin Dołęga   | 195 kg | Dmitry Lapikov        | 194 kg | Albert Kuzilov     | 187 kg |
| – 105 kg résultats détaillés | Épaulé-Jeté | Marcin Dołęga   | 226 kg | Dmitry Lapikov        | 222 kg | Albert Kuzilov     | 221 kg |
| – 105 kg résultats détaillés | Total       | Marcin Dołęga   | 421 kg | Dmitry Lapikov        | 416 kg | Albert Kuzilov     | 408 kg |
| + 105 kg résultats détaillés | Arraché     | Ihor Shymechko  | 202 kg | Artem Udachyn         | 200 kg | An Yong-Kwon       | 198 kg |
| + 105 kg résultats détaillés | Épaulé-Jeté | An Yong-Kwon    | 247 kg | Artem Udachyn         | 245 kg | Andrey Kozlov      | 231 kg |
| + 105 kg résultats détaillés | Total       | An Yong-Kwon    | 445 kg | Artem Udachyn         | 445 kg | Ihor Shymechko     | 427 kg |

### Femmes
| Épreuves                    | Épreuves    | Or                  | Or     | Argent               | Argent | Bronze               | Bronze |
| – 48 kg résultats détaillés | Arraché     | Wang Mingjuan       | 93 kg  | Nurcan Taylan        | 90 kg  | Sibel Özkan          | 89 kg  |
| – 48 kg résultats détaillés | Épaulé-Jeté | Sibel Özkan         | 117 kg | Nurcan Taylan        | 115 kg | Wang Mingjuan        | 115 kg |
| – 48 kg résultats détaillés | Total       | Wang Mingjuan       | 208 kg | Sibel Özkan          | 206 kg | Nurcan Taylan        | 205 kg |
| – 53 kg résultats détaillés | Arraché     | Chen Xiaoting       | 95 kg  | Yoon Jin-Hee         | 93 kg  | Zulfiya Chinshanlo   | 92 kg  |
| – 53 kg résultats détaillés | Épaulé-Jeté | Zulfiya Chinshanlo  | 129 kg | Chen Xiaoting        | 123 kg | Yoon Jin-Hee         | 116 kg |
| – 53 kg résultats détaillés | Total       | Zulfiya Chinshanlo  | 219 kg | Chen Xiaoting        | 218 kg | Yoon Jin-Hee         | 209 kg |
| – 58 kg résultats détaillés | Arraché     | Li Xueying          | 107 kg | Nastassia Novikava   | 100 kg | Yuliya Kalina        | 96 kg  |
| – 58 kg résultats détaillés | Épaulé-Jeté | Li Xueying          | 132 kg | Nastassia Novikava   | 125 kg | Yuliya Kalina        | 119 kg |
| – 58 kg résultats détaillés | Total       | Li Xueying          | 239 kg | Nastassia Novikava   | 225 kg | Yuliya Kalina        | 215 kg |
| – 63 kg résultats détaillés | Arraché     | Viktoriya Savenko   | 112 kg | Hanna Batsiushka     | 112 kg | Svetlana Tsarukayeva | 111 kg |
| – 63 kg résultats détaillés | Épaulé-Jeté | Maiya Maneza        | 141 kg | Sibel Şimşek         | 135 kg | Guo Xiyan            | 135 kg |
| – 63 kg résultats détaillés | Total       | Maiya Maneza        | 246 kg | Svetlana Tsarukayeva | 246 kg | Sibel Şimşek         | 243 kg |
| – 69 kg résultats détaillés | Arraché     | Nazik Avdalyan      | 119 kg | Oxana Slivenko       | 118 kg | Zhang Shaoling       | 112 kg |
| – 69 kg résultats détaillés | Épaulé-Jeté | Nazik Avdalyan      | 147 kg | Oxana Slivenko       | 146 kg | Zhang Shaoling       | 136 kg |
| – 69 kg résultats détaillés | Total       | Nazik Avdalyan      | 266 kg | Oxana Slivenko       | 264 kg | Zhang Shaoling       | 248 kg |
| – 75 kg résultats détaillés | Arraché     | Svetlana Podobedova | 132 kg | Cao Lei              | 121 kg | Lydia Valentín       | 118 kg |
| – 75 kg résultats détaillés | Épaulé-Jeté | Svetlana Podobedova | 160 kg | Cao Lei              | 148 kg | Abeer Abdelrahman    | 142 kg |
| – 75 kg résultats détaillés | Total       | Svetlana Podobedova | 292 kg | Cao Lei              | 269 kg | Abeer Abdelrahman    | 252 kg |
| + 75 kg résultats détaillés | Arraché     | Tatiana Kashirina   | 138 kg | Jang Mi-Ran          | 136 kg | Meng Suping          | 131 kg |
| + 75 kg résultats détaillés | Épaulé-Jeté | Jang Mi-Ran         | 187 kg | Tatiana Kashirina    | 165 kg | Meng Suping          | 165 kg |
| + 75 kg résultats détaillés | Total       | Jang Mi-Ran         | 323 kg | Tatiana Kashirina    | 303 kg | Meng Suping          | 296 kg |

## Résultats détaillés

### Hommes

#### - de 56 kg
| Rang               | Nom                      | Pays           | Poids (kg) | Arraché (kg) | Épaulé-Jeté (kg) | Total (kg) |
| ------------------ | ------------------------ | -------------- | ---------- | ------------ | ---------------- | ---------- |
| Médaille d'or      | Long Qingquan            | Chine          | 55,43      | 130          | 162              | 292        |
| Médaille d'argent  | Wu Jingbiao              | Chine          | 56,00      | 131          | 155              | 286        |
| Médaille de bronze | Sergio Álvarez           | Cuba           | 55,85      | 120          | 154              | 274        |
| 4                  | Jadi Setiadi             | Indonésie      | 55,44      | 123          | 150              | 273        |
| 5                  | Khalil El Maoui          | Tunisie        | 55,78      | 125          | 146              | 271        |
| 6                  | Ruslan Makarov           | Ouzbékistan    | 55,71      | 117          | 144              | 261        |
| 7                  | Yang Chin-Yi             | Taipei chinois | 55,86      | 115          | 145              | 260        |
| 8                  | Masaharu Yamada          | Japon          | 55,92      | 109          | 150              | 259        |
| 9                  | Victor Castellano        | Venezuela      | 56,00      | 111          | 136              | 247        |
| 10                 | Erzat Osmonaliev         | Kirghizistan   | 55,90      | 114          | 132              | 246        |
| 11                 | Yoichi Itokazu           | Japon          | 55,98      | 106          | 138              | 244        |
| 12                 | Vito Dellino             | Italie         | 55,79      | 105          | 135              | 240        |
| 13                 | Gokhan Kilic             | Turquie        | 55,94      | 110          | 130              | 240        |
| 14                 | Moustafa Ramo            | Syrie          | 56,00      | 103          | 132              | 235        |
| 15                 | Ahmed Al-Sharuee         | Irak           | 55,91      | 107          | 125              | 232        |
| 16                 | Iván Hernández           | Espagne        | 55,85      | 101          | 120              | 221        |
|                    | Francisco Guirado        | Espagne        | 55,60      | 106          | NM               |            |
|                    | José Lino Montes Góngora | Mexique        | 55,99      | NM           | 142              |            |
|                    | Omarguly Handurdyyev     | Turkménistan   | 55,96      | 105          | NM               |            |

#### - de 62 kg
| Rang               | Nom                        | Pays           | Poids (kg) | Arraché (kg) | Épaulé-Jeté (kg) | Total (kg) |
| ------------------ | -------------------------- | -------------- | ---------- | ------------ | ---------------- | ---------- |
| Médaille d'or      | Ding Jianjun               | Chine          | 61,85      | 146          | 170              | 316        |
| Médaille d'argent  | Eko Yuli Irawan            | Indonésie      | 61,68      | 140          | 175              | 315        |
| Médaille de bronze | Yang Fan                   | Chine          | 61,65      | 144          | 170              | 314        |
| 4                  | Óscar Figueroa             | Colombie       | 61,72      | 139          | 168              | 307        |
| 5                  | Yang Sheng-Hsiung          | Taipei chinois | 61,44      | 130          | 170              | 300        |
| 6                  | Zulfugar Suleymanov        | Azerbaïdjan    | 61,83      | 133          | 165              | 298        |
| 7                  | Lázaro Ruiz                | Cuba           | 60,48      | 135          | 161              | 296        |
| 8                  | Sajjad Behrouzi            | Iran           | 61,64      | 135          | 161              | 296        |
| 9                  | Diego Fernando Salazar     | Colombie       | 61,73      | 132          | 162              | 294        |
| 10                 | Ji Hun-Min                 | Corée du Sud   | 61,60      | 137          | 155              | 292        |
| 11                 | Erol Bilgin                | Turquie        | 61,93      | 135          | 155              | 290        |
| 12                 | Mohamed Ihab Youssef       | Égypte         | 61,68      | 126          | 154              | 280        |
| 13                 | Masakazu Ioroi             | Japon          | 61,59      | 125          | 154              | 279        |
| 14                 | Bünyamin Sezer             | Turquie        | 61,90      | 131          | 147              | 278        |
| 15                 | Tom Goegebuer              | Belgique       | 61,75      | 122          | 151              | 273        |
| 16                 | Damian Wisniewski          | Pologne        | 61,66      | 127          | 145              | 272        |
| 17                 | Ruslan Alpanov             | Ouzbékistan    | 61,78      | 123          | 149              | 272        |
| 18                 | Dimitris Minasidis         | Chypre         | 62,00      | 125          | 145              | 270        |
| 19                 | Meret Sahetmyradov         | Turkménistan   | 61,99      | 121          | 144              | 265        |
| 20                 | Kevin Caesemaeker          | France         | 61,69      | 120          | 142              | 262        |
| 21                 | Jasvir Singh               | Canada         | 61,78      | 112          | 150              | 262        |
| 22                 | Daniel Koum                | Australie      | 61,75      | 113          | 147              | 260        |
| 23                 | Petr Slaby                 | Tchéquie       | 61,82      | 111          | 149              | 260        |
| 24                 | Ivis Abel Araujo Rodríguez | Mexique        | 61,99      | 115          | 145              | 260        |
| 25                 | Iván García                | Espagne        | 61,78      | 117          | 142              | 259        |
| 26                 | Acoran Juan Hernandez      | Espagne        | 61,80      | 123          | 135              | 258        |
| 27                 | Simon Ngamba               | Cameroun       | 61,85      | 115          | 135              | 250        |
| 28                 | Aaron Adams                | États-Unis     | 61,48      | 107          | 140              | 247        |
|                    | Katsuhiko Uechi            | Japon          | 61,82      | NM           | 150              |            |
|                    | Umurbek Bazarbayev         | Turkménistan   | 61,98      | 138          | NM               |            |

#### - de 69 kg
| Rang               | Nom                  | Pays                   | Poids (kg) | Arraché (kg) | Épaulé-Jeté (kg) | Total (kg) |
| ------------------ | -------------------- | ---------------------- | ---------- | ------------ | ---------------- | ---------- |
| Médaille d'or      | Liao Hui             | Chine                  | 68,92      | 160          | 186              | 346        |
| Médaille d'argent  | Arakel Mirzoyan      | Arménie                | 68,61      | 154          | 180              | 334        |
| Médaille de bronze | Triyatno             | Indonésie              | 68,16      | 150          | 180              | 330        |
| 4                  | Ninel Miculescu      | Roumanie               | 68,54      | 155          | 173              | 328        |
| 5                  | Kim Sun-Bae          | Corée du Sud           | 68,60      | 142          | 181              | 323        |
| 6                  | Bredni Roque         | Cuba                   | 68,48      | 143          | 175              | 318        |
| 7                  | Mohamed Abdel Tawwab | Égypte                 | 68,41      | 141          | 172              | 313        |
| 8                  | Bakhram Mendibaev    | Ouzbékistan            | 68,88      | 140          | 173              | 313        |
| 9                  | Israel Rubio         | Venezuela              | 68,68      | 141          | 165              | 306        |
| 10                 | Afgan Bayramov       | Azerbaïdjan            | 68,27      | 135          | 170              | 305        |
| 11                 | Isaac Morillas       | Espagne                | 68,88      | 128          | 160              | 288        |
| 12                 | Henry Brower         | États-Unis             | 68,68      | 127          | 160              | 287        |
| 13                 | Francis Luna-Grenier | Canada                 | 68,77      | 130          | 157              | 287        |
| 14                 | Mark Spooner         | Nouvelle-Zélande       | 68,72      | 124          | 156              | 280        |
| 15                 | Francois Etoundi     | Australie              | 68,77      | 125          | 152              | 277        |
| 16                 | Roger Couoh Tazueta  | Mexique                | 68,99      | 118          | 158              | 276        |
| 17                 | Ali Imran            | Irak                   | 67,78      | 120          | 155              | 275        |
| 18                 | Caleb Williams       | États-Unis             | 68,76      | 124          | 151              | 275        |
| 19                 | Kambar Toktonaliev   | Kirghizistan           | 68,93      | 115          | 145              | 260        |
| 20                 | Juan Pena            | République dominicaine | 67,75      | 115          | 142              | 257        |
| 21                 | Seth Fetrie          | Ghana                  | 68,37      | 100          | 137              | 238        |
|                    | Chinthana Vidanage   | Sri Lanka              | 68,43      | NM           | DNS              |            |
|                    | Dodoo Nii Darku      | Ghana                  | 66,60      | 100          | NM               |            |
|                    | Manuel Martin        | Espagne                | 68,60      | 125          | NM               |            |
|                    | Vencelas Dabaya      | France                 | 68,58      | 149          | NM               |            |
|                    | Jean-Baptiste Yanou  | Cameroun               | 68,58      | 125          | NM               |            |
|                    | Alexandru Dudoglo    | Moldavie               | 68,66      | DNS          | DNS              |            |

#### - de 77 kg
| Rang               | Nom                     | Pays           | Poids (kg) | Arraché (kg) | Épaulé-Jeté (kg) | Total (kg) |
| ------------------ | ----------------------- | -------------- | ---------- | ------------ | ---------------- | ---------- |
| Médaille d'or      | Lu Xiaojun              | Chine          | 76,35      | 174          | 204              | 378        |
| Médaille d'argent  | Tigran G. Martirosyan   | Arménie        | 76,44      | 170          | 200              | 370        |
| Médaille de bronze | Su Dajin                | Chine          | 76,34      | 165          | 200              | 365        |
| 4                  | Sa Jae-Hyouk            | Corée du Sud   | 76,54      | 160          | 205              | 365        |
| 5                  | Iván Cambar             | Cuba           | 76,30      | 160          | 196              | 356        |
| 6                  | Tarek Yehia             | Égypte         | 76,75      | 156          | 197              | 353        |
| 7                  | Erkand Qerimaj          | Albanie        | 76,63      | 156          | 193              | 349        |
| 8                  | Kim Kwang-Hoon          | Corée du Sud   | 76,49      | 153          | 193              | 346        |
| 9                  | Mikalai Charniak        | Biélorussie    | 76,94      | 160          | 185              | 345        |
| 10                 | Yukio Peter             | Nauru          | 76,71      | 154          | 190              | 344        |
| 11                 | Vladislav Lukanin       | Russie         | 76,42      | 155          | 188              | 343        |
| 12                 | Ramzi Bahloul           | Tunisie        | 76,76      | 153          | 190              | 343        |
| 13                 | Armen Kazaryan          | Russie         | 76,15      | 150          | 185              | 335        |
| 14                 | Krzysztof Szramiak      | Pologne        | 76,84      | 155          | 180              | 335        |
| 15                 | Namig Jamilov           | Azerbaïdjan    | 76,85      | 150          | 181              | 331        |
| 16                 | Semih Yagci             | Turquie        | 76,94      | 151          | 180              | 331        |
| 17                 | Yoshito Shintani        | Japon          | 75,86      | 145          | 184              | 329        |
| 18                 | Giorgio de Luca         | Italie         | 73,84      | 150          | 176              | 326        |
| 19                 | Iurii Chykyda           | Ukraine        | 76,76      | 145          | 180              | 325        |
| 20                 | Safaa Al-Jumaili        | Irak           | 75,50      | 140          | 175              | 315        |
| 21                 | Samet Keles             | Turquie        | 76,66      | 145          | 170              | 315        |
| 22                 | Sitthisak Suphalak      | Thaïlande      | 76,94      | 138          | 166              | 304        |
| 23                 | Johan Nyström           | Finlande       | 76,72      | 130          | 172              | 302        |
| 24                 | Enrico Cangemi          | Italie         | 76,34      | 135          | 166              | 301        |
| 25                 | Aman Meredov            | Turkménistan   | 76,71      | 136          | 156              | 292        |
| 26                 | David Minkoumba         | Cameroun       | 76,43      | 125          | 155              | 280        |
| 27                 | Ian Critchlow           | Pays de Galles | 72,75      | 87           | 112              | 199        |
| 28                 | Hosni Daher             | Palestine      | 76,12      | 93           | 105              | 198        |
|                    | Ensar Music             | Croatie        | 76,64      | 135          | NM               |            |
|                    | Ibrahim Ramadan Ibrahim | Égypte         | 76,39      | NM           | 190              |            |
|                    | Jasurbek Jumayev        | Turkménistan   | 76,88      | NM           | 170              |            |

#### - de 85 kg
| Rang               | Nom                   | Pays                | Poids (kg) | Arraché (kg) | Épaulé-Jeté (kg) | Total (kg) |
| ------------------ | --------------------- | ------------------- | ---------- | ------------ | ---------------- | ---------- |
| Médaille d'or      | Lu Yong               | Chine               | 84,68      | 175          | 208              | 383        |
| Médaille d'argent  | Siarhei Lahun         | Biélorussie         | 83,90      | 171          | 209              | 380        |
| Médaille de bronze | Vladimir Kuznetsov    | Kazakhstan          | 83,93      | 170          | 206              | 376        |
| 4                  | Gevorik Poghosyan     | Arménie             | 84,85      | 166          | 208              | 374        |
| 5                  | Intiqam Zairov        | Azerbaïdjan         | 84,53      | 170          | 203              | 373        |
| 6                  | Adrian Zielinski      | Pologne             | 84,94      | 171          | 201              | 372        |
| 7                  | Yoelmis Hernandez     | Cuba                | 83,93      | 162          | 205              | 367        |
| 8                  | Roman Hamatshin       | Russie              | 84,62      | 161          | 200              | 361        |
| 9                  | Sherzodjon Yusupov    | Ouzbékistan         | 81,10      | 155          | 203              | 358        |
| 10                 | Jadier Valladares     | Cuba                | 84,71      | 162          | 193              | 355        |
| 11                 | Tom Schwarzbach       | Allemagne           | 84,92      | 150          | 196              | 346        |
| 12                 | Kendrick Farris       | États-Unis          | 84,92      | 154          | 191              | 345        |
| 13                 | Matthew Bruce         | États-Unis          | 84,32      | 147          | 191              | 338        |
| 14                 | Richard Tkac          | Slovaquie           | 84,92      | 158          | 180              | 338        |
| 15                 | Simplice Ribouem      | Australie           | 84,62      | 146          | 187              | 333        |
| 16                 | Inoyat Jumayev        | Turkménistan        | 82,74      | 142          | 183              | 325        |
| 17                 | Richard Patterson     | Nouvelle-Zélande    | 84,09      | 144          | 178              | 322        |
| 18                 | Paul Dumais           | Canada              | 83,90      | 140          | 165              | 305        |
| 19                 | Ahmed Alija           | Palestine           | 84,72      | 112          | 140              | 252        |
| 20                 | Hansley Gaya          | Maurice             | 84,45      | 110          | 138              | 248        |
| 21                 | Ismail Ismail         | Émirats arabes unis | 78,95      | 90           | 110              | 200        |
|                    | Tigran V. Martirosyan | Arménie             | 84,72      | 172          | DNS              |            |
|                    | Benjamin Hennequin    | France              | 84,04      | 160          | NM               |            |
|                    | Majeti Fetrie         | Ghana               | 83,21      | 115          | NM               |            |
|                    | Mansurbek Chashemov   | Ouzbékistan         | 84,16      | NM           | NM               |            |

#### - de 94 kg
| Rang               | Nom                        | Pays           | Poids (kg) | Arraché (kg) | Épaulé-Jeté (kg) | Total (kg) |
| ------------------ | -------------------------- | -------------- | ---------- | ------------ | ---------------- | ---------- |
| Médaille d'or      | Vladimir Sedov             | Kazakhstan     | 92,23      | 185          | 217              | 402        |
| Médaille d'argent  | Nizami Pashayev            | Azerbaïdjan    | 93,75      | 177          | 210              | 387        |
| Médaille de bronze | Kim Min-jae                | Corée du Sud   | 93,86      | 178          | 206              | 384        |
| 4                  | Kim Seon-Jong              | Corée du Sud   | 92,89      | 165          | 218              | 383        |
| 5                  | Andrey Demanov             | Russie         | 93,72      | 171          | 210              | 381        |
| 6                  | Rovshan Futullayev         | Azerbaïdjan    | 92,99      | 170          | 210              | 380        |
| 7                  | Artem Ivanov               | Ukraine        | 93,64      | 180          | 200              | 380        |
| 8                  | Evgheni Bratan             | Moldavie       | 93,90      | 174          | 203              | 377        |
| 9                  | Asghar Ebrahimi            | Iran           | 93,63      | 176          | 200              | 376        |
| 10                 | Bartlomiej Bonk            | Pologne        | 93,69      | 172          | 204              | 376        |
| 11                 | Anatoli Ciricu             | Moldavie       | 92,05      | 165          | 210              | 375        |
| 12                 | Igor Vashanov              | Kazakhstan     | 92,85      | 170          | 200              | 370        |
| 13                 | David Matam Matam          | France         | 91,35      | 167          | 198              | 365        |
| 14                 | Ervis Tabaku               | Albanie        | 92,90      | 165          | 196              | 361        |
| 15                 | Teimurazi Gogia            | Géorgie        | 93,64      | 165          | 192              | 357        |
| 16                 | Ruslan Ramazanov           | Turkménistan   | 93,96      | 160          | 196              | 356        |
| 17                 | José Juan Navarro          | Espagne        | 93,85      | 160          | 195              | 355        |
| 18                 | Hsieh Wei-Chun             | Taipei chinois | 93,73      | 161          | 192              | 353        |
| 19                 | Wilmer Hernan Torres Lopez | Colombie       | 92,75      | 163          | 185              | 348        |
| 20                 | Salwan Abbood              | Irak           | 92,71      | 150          | 190              | 340        |
| 21                 | Resul Elvan                | Turquie        | 93,51      | 150          | 190              | 340        |
| 22                 | Dmitrijs Usovskis          | Lettonie       | 89,95      | 140          | 170              | 310        |
| 23                 | Abu Bakarr Kabia           | Sierra Leone   | 90,12      | 122          | 153              | 275        |
| 24                 | Husam Hamada               | Palestine      | 90,43      | 123          | 146              | 269        |
|                    | Valeriu Calancea           | Roumanie       | 93,42      | NM           | 211              |            |

#### - de 105 kg
| Rang               | Nom                      | Pays         | Poids (kg) | Arraché (kg) | Épaulé-Jeté (kg) | Total (kg) |
| ------------------ | ------------------------ | ------------ | ---------- | ------------ | ---------------- | ---------- |
| Médaille d'or      | Marcin Dołęga            | Pologne      | 104,95     | 195          | 226              | 421        |
| Médaille d'argent  | Dmitry Lapikov           | Russie       | 104,45     | 194          | 222              | 416        |
| Médaille de bronze | Albert Kuzilov           | Géorgie      | 104,65     | 187          | 221              | 408        |
| 4                  | Roman Konstantinov       | Russie       | 101,31     | 180          | 220              | 400        |
| 5                  | Oleksiy Torokhtiy        | Ukraine      | 104,31     | 180          | 215              | 395        |
| 6                  | Kim Wha-Seung            | Corée du Sud | 104,95     | 182          | 210              | 392        |
| 7                  | Robert Dołęga            | Pologne      | 104,95     | 175          | 216              | 391        |
| 8                  | Gia Machavariani         | Géorgie      | 104,09     | 180          | 210              | 390        |
| 9                  | Ahed Joughili            | Syrie        | 104,82     | 172          | 218              | 390        |
| 10                 | Mykola Hordiychuk        | Ukraine      | 103,88     | 178          | 207              | 385        |
| 11                 | Egidijus Remeza          | Lituanie     | 104,62     | 170          | 210              | 380        |
| 12                 | Alibay Samadov           | Azerbaïdjan  | 100,25     | 162          | 200              | 362        |
| 13                 | Libor Walzer             | Tchéquie     | 104,98     | 160          | 202              | 362        |
| 14                 | Cody Gibbs               | États-Unis   | 104,25     | 167          | 190              | 357        |
| 15                 | Angel Daza               | Venezuela    | 104,12     | 150          | 206              | 356        |
| 16                 | Leonel Albarran          | Venezuela    | 103,39     | 150          | 205              | 355        |
| 17                 | Luis Alfredo Osuna Lopez | Mexique      | 104,03     | 160          | 165              | 345        |
| 18                 | Sakher Qalaja            | Palestine    | 94,35      | 123          | 162              | 285        |
| 19                 | Albert Abotsi            | Ghana        | 104,79     | 120          | 156              | 276        |

#### + de 105 kg
| Rang               | Nom                               | Pays           | Poids (kg) | Arraché (kg) | Épaulé-Jeté (kg) | Total (kg) |
| ------------------ | --------------------------------- | -------------- | ---------- | ------------ | ---------------- | ---------- |
| Médaille d'or      | An Yong-Kwon                      | Corée du Sud   | 142,23     | 198          | 247              | 445        |
| Médaille d'argent  | Artem Udachyn                     | Ukraine        | 158,90     | 200          | 245              | 445        |
| Médaille de bronze | Ihor Shymechko                    | Ukraine        | 133,82     | 202          | 225              | 427        |
| 4                  | Abdel Rahman Mohamed Abdel Rahman | Égypte         | 122,15     | 185          | 230              | 415        |
| 5                  | Mohamed Ehssan Attiaa             | Égypte         | 149,38     | 185          | 230              | 415        |
| 6                  | Almir Velagic                     | Allemagne      | 133,72     | 185          | 228              | 413        |
| 7                  | Andrey Kozlov                     | Russie         | 145,75     | 180          | 231              | 411        |
| 8                  | Jiří Orság                        | Tchéquie       | 122,95     | 170          | 218              | 388        |
| 9                  | Patrick Judge                     | États-Unis     | 157,25     | 171          | 217              | 388        |
| 10                 | Bunyami Sudas                     | Turquie        | 116,95     | 170          | 216              | 386        |
| 11                 | Petr Sobotka                      | Tchéquie       | 151,79     | 170          | 211              | 381        |
| 12                 | Itte Detenamo                     | Nauru          | 152,93     | 170          | 211              | 381        |
| 13                 | Irakli Turmanidze                 | Géorgie        | 112,24     | 175          | 205              | 380        |
| 14                 | George Kobaladze                  | Canada         | 125,05     | 166          | 212              | 378        |
| 15                 | Chen Shih-Chieh                   | Taipei chinois | 131,47     | 162          | 216              | 378        |
| 16                 | Corran Hoching                    | Australie      | 151,00     | 173          | 195              | 368        |
| 17                 | Teemu Roininen                    | Finlande       | 141,26     | 142          | 183              | 325        |
|                    | Viktors Ščerbatihs                | Lettonie       | 134,52     | 195          | NM               |            |
|                    | Daniel Dołęga                     | Pologne        | 107,92     | NM           | DNS              |            |
|                    | Jim Gyllehammar                   | Suède          | 128,82     | NM           | DNS              |            |

### Femmes

#### - de 48 kg
| Rang               | Nom                | Pays           | Poids (kg) | Arraché (kg) | Épaulé-Jeté (kg) | Total (kg) |
| ------------------ | ------------------ | -------------- | ---------- | ------------ | ---------------- | ---------- |
| Médaille d'or      | Wang Mingjuan      | Chine          | 47,97      | 93           | 115              | 208        |
| Médaille d'argent  | Sibel Özkan        | Turquie        | 47,82      | 89           | 117              | 206        |
| Médaille de bronze | Nurcan Taylan      | Turquie        | 47,44      | 90           | 115              | 205        |
| 4                  | Chen Wei-ling      | Taipei chinois | 46,36      | 84           | 112              | 196        |
| 5                  | Pensiri Laosirikul | Thaïlande      | 47,51      | 85           | 106              | 191        |
| 6                  | Im Jyoung-hwa      | Corée du Sud   | 47,68      | 85           | 103              | 188        |
| 7                  | Marzena Karpinska  | Pologne        | 47,64      | 82           | 100              | 182        |
| 8                  | Carolina Valencia  | Mexique        | 47,80      | 82           | 100              | 182        |
| 9                  | Panida Khamsri     | Thaïlande      | 46,89      | 75           | 100              | 175        |
| 10                 | Kanae Yagi         | Japon          | 47,77      | 71           | 93               | 164        |
| 11                 | Kelly Rexroad      | États-Unis     | 47,91      | 72           | 88               | 160        |
| 12                 | Anaïs Michel       | France         | 47,96      | 66           | 85               | 151        |
| 13                 | Marina Sisoeva     | Ouzbékistan    | 44,84      | 59           | 75               | 134        |

#### - de 53 kg
| Rang               | Nom                              | Pays                   | Poids (kg) | Arraché (kg) | Épaulé-Jeté (kg) | Total (kg) |
| ------------------ | -------------------------------- | ---------------------- | ---------- | ------------ | ---------------- | ---------- |
| Médaille d'or      | Zulfiya Chinshanlo               | Kazakhstan             | 52,99      | 90           | 129              | 219        |
| Médaille d'argent  | Chen Xiaoting                    | Chine                  | 52,51      | 95           | 123              | 218        |
| Médaille de bronze | Yoon Jin-Hee                     | Corée du Sud           | 52,64      | 93           | 116              | 209        |
| 4                  | Yuderqui Contreras               | République dominicaine | 52,63      | 91           | 111              | 202        |
| 5                  | Svetlana Cheremshanova           | Kazakhstan             | 52,99      | 92           | 110              | 202        |
| 6                  | Aylin Daşdelen                   | Turquie                | 52,79      | 83           | 115              | 198        |
| 7                  | Emine Bilgin                     | Turquie                | 52,84      | 86           | 110              | 196        |
| 8                  | Rusmeris Villar                  | Colombie               | 52,75      | 85           | 109              | 194        |
| 9                  | Yu Weili                         | Hong Kong              | 52,63      | 85           | 105              | 190        |
| 10                 | Joanna Lochowska                 | Pologne                | 52,87      | 83           | 106              | 189        |
| 11                 | Valiantsina Liakhavets           | Biélorussie            | 52,68      | 80           | 102              | 182        |
| 12                 | Marilou Dozois-Prévost           | Canada                 | 52,83      | 84           | 98               | 182        |
| 13                 | Misaki Gushiken                  | Japon                  | 52,76      | 81           | 94               | 175        |
| 14                 | Regina Mavlyutova                | Russie                 | 52,93      | 78           | 95               | 173        |
| 15                 | Lena Berntsson                   | Suède                  | 52,99      | 70           | 90               | 160        |
| 16                 | Sarah Davis                      | États-Unis             | 52,87      | 72           | 87               | 159        |
| 17                 | Zilola Burieva                   | Ouzbékistan            | 52,36      | 58           | 77               | 135        |
| 18                 | Lam Wai Yee                      | Hong Kong              | 51,06      | 24           | 30               | 54         |
|                    | Svetlana Ulyanova                | Russie                 | 52,81      | 75           | DNS              |            |
|                    | Fang Li-Chun                     | Taipei chinois         | 52,17      | NM           | 115              |            |
|                    | Prapawadee Jaroenrattanatarakoon | Thaïlande              | 52,45      | NM           | DNS              |            |

#### - de 58 kg
| Rang               | Nom                  | Pays                   | Poids (kg) | Arraché (kg) | Épaulé-Jeté (kg) | Total (kg) |
| ------------------ | -------------------- | ---------------------- | ---------- | ------------ | ---------------- | ---------- |
| Médaille d'or      | Li Xueying           | Chine                  | 57,42      | 107          | 132              | 239        |
| Médaille d'argent  | Nastassia Novikava   | Biélorussie            | 57,98      | 100          | 125              | 225        |
| Médaille de bronze | Yuliya Kalina        | Ukraine                | 57,46      | 96           | 119              | 215        |
| 4                  | Romela Begaj         | Albanie                | 57,52      | 95           | 112              | 207        |
| 5                  | Pimsiri Sirikaew     | Thaïlande              | 57,35      | 90           | 115              | 205        |
| 6                  | Marieta Gotfryd      | Pologne                | 57,83      | 90           | 107              | 197        |
| 7                  | Quisia Guicho Recio  | Mexique                | 57,22      | 88           | 107              | 195        |
| 8                  | Masako Tokeshi       | Japon                  | 57,66      | 85           | 110              | 195        |
| 9                  | Agnès Chiquet        | France                 | 57,54      | 83           | 107              | 190        |
| 10                 | Wildry de los Santos | République dominicaine | 57,72      | 85           | 106              | 190        |
| 11                 | Emily Quarton        | Canada                 | 57,95      | 81           | 102              | 183        |
| 12                 | Hilary Katzenmeier   | États-Unis             | 57,98      | 81           | 98               | 179        |
| 13                 | Pilar Bakamtzuche    | Cameroun               | 57,54      | 75           | 102              | 177        |
| 14                 | So Wai Ching         | Hong Kong              | 55,67      | 36           | 42               | 78         |
|                    | Lin Wan-Hsuan        | Taipei chinois         | 57,05      | NM           | 117              |            |
|                    | Margaret Uwah        | Nigeria                | 56,83      | 80           | DNS              |            |
|                    | Anna Everi           | Finlande               | 57,93      | NM           | 91               |            |

#### - de 63 kg
| Rang               | Nom                        | Pays           | Poids (kg) | Arraché (kg) | Épaulé-Jeté (kg) | Total (kg) |
| ------------------ | -------------------------- | -------------- | ---------- | ------------ | ---------------- | ---------- |
| Médaille d'or      | Maiya Maneza               | Kazakhstan     | 62,62      | 105          | 141              | 246        |
| Médaille d'argent  | Svetlana Tsarukaeva        | Russie         | 62,91      | 111          | 135              | 246        |
| Médaille de bronze | Sibel Şimşek               | Turquie        | 62,43      | 108          | 135              | 243        |
| 4                  | Viktoriya Savenko          | Russie         | 62,89      | 112          | 130              | 242        |
| 5                  | Guo Xiyan                  | Chine          | 62,54      | 105          | 135              | 240        |
| 6                  | Meline Daluzyan            | Arménie        | 62,79      | 105          | 130              | 235        |
| 7                  | Hanna Batsiushka           | Biélorussie    | 62,92      | 112          | 122              | 234        |
| 8                  | Kim Soo-Kyung              | Corée du Sud   | 62,94      | 101          | 131              | 232        |
| 9                  | Mun Yura                   | Corée du Sud   | 62,82      | 104          | 125              | 229        |
| 10                 | Ruth Kasirye               | Norvège        | 62,89      | 103          | 123              | 226        |
| 11                 | Mercedes Pérez             | Colombie       | 62,62      | 100          | 125              | 225        |
| 12                 | Essmat Mansour El Sayed    | Égypte         | 62,25      | 101          | 120              | 221        |
| 13                 | Wandee Kameaim             | Thaïlande      | 62,05      | 96           | 122              | 218        |
| 14                 | Lu Ying-chi                | Taipei chinois | 62,84      | 98           | 120              | 218        |
| 15                 | Luz Mercedes Acosta Valdez | Mexique        | 62,94      | 103          | 115              | 218        |
| 16                 | Mayu Hashida               | Japon          | 62,91      | 94           | 117              | 211        |
| 17                 | Lenka Orsagova             | Tchéquie       | 62,53      | 92           | 115              | 207        |
| 18                 | Tatyana Kostenko           | Kazakhstan     | 61,27      | 88           | 115              | 203        |
| 19                 | Muslime Sunar              | France         | 62,75      | 90           | 110              | 200        |
| 20                 | Elena Sisoeva              | Ouzbékistan    | 62,92      | 88           | 100              | 188        |
| 21                 | Sheila Ramos               | Espagne        | 62,92      | 78           | 106              | 184        |
| 22                 | Hortense Nguidjol          | Cameroun       | 62,65      | 77           | 100              | 177        |
| 23                 | Jacquelynn Berube          | États-Unis     | 62,77      | 78           | 98               | 176        |
| 24                 | Abotsi Afi                 | Ghana          | 61,70      | 65           | 77               | 142        |
|                    | Sukanya Kunrit             | Thaïlande      | 61,15      | 85           | DNS              |            |
|                    | Marie-Josephe Fegue        | Cameroun       | 61,88      | NM           | 102              |            |

#### - de 69 kg
| Rang               | Nom                            | Pays                   | Poids (kg) | Arraché (kg) | Épaulé-Jeté (kg) | Total (kg) |
| ------------------ | ------------------------------ | ---------------------- | ---------- | ------------ | ---------------- | ---------- |
| Médaille d'or      | Nazik Avdalyan                 | Arménie                | 68,74      | 119          | 147              | 266        |
| Médaille d'argent  | Oxana Slivenko                 | Russie                 | 68,35      | 118          | 146              | 264        |
| Médaille de bronze | Zhang Shaoling                 | Macao                  | 68,29      | 112          | 136              | 248        |
| 4                  | Liu Chunhong                   | Chine                  | 68,68      | 110          | 135              | 245        |
| 5                  | Leidy Yessenia Solis Arboleda  | Colombie               | 67,52      | 104          | 135              | 239        |
| 6                  | Svetlana Shimkova              | Russie                 | 66,65      | 105          | 132              | 237        |
| 7                  | Wang Ya-Jhen                   | Taipei chinois         | 68,45      | 105          | 132              | 237        |
| 8                  | Christine Girard               | Canada                 | 68,84      | 103          | 132              | 235        |
| 9                  | Shemshat Tuliayeva             | Biélorussie            | 68,62      | 110          | 124              | 234        |
| 10                 | Cinthya Vanessa Dominguez Lara | Mexique                | 68,78      | 107          | 126              | 233        |
| 11                 | Ewa Mizdal                     | Pologne                | 68,47      | 98           | 120              | 218        |
| 12                 | Marie-Eve Nadeau               | Canada                 | 68,94      | 97           | 121              | 218        |
| 13                 | Yuliya Artemova                | Ukraine                | 68,68      | 99           | 118              | 217        |
| 14                 | Rika Saito                     | Japon                  | 68,73      | 88           | 120              | 208        |
| 15                 | Anett Goppold                  | Allemagne              | 68,52      | 93           | 113              | 206        |
| 16                 | Sarah Bertram                  | États-Unis             | 68,75      | 89           | 107              | 196        |
| 17                 | Natasha Perdue                 | Royaume-Uni            | 66,48      | 86           | 109              | 195        |
| 18                 | Yesenia Dominguez              | République dominicaine | 68,33      | 90           | 105              | 195        |
| 19                 | Annika Berntsson               | Suède                  | 68,34      | 87           | 103              | 190        |
|                    | Ayano Tani                     | Japon                  | 68,51      | 93           | NM               |            |

#### - de 75 kg
| Rang               | Nom                            | Pays               | Poids (kg) | Arraché (kg) | Épaulé-Jeté (kg) | Total (kg) |
| ------------------ | ------------------------------ | ------------------ | ---------- | ------------ | ---------------- | ---------- |
| Médaille d'or      | Svetlana Podobedova            | Kazakhstan         | 74,91      | 132          | 160              | 292        |
| Médaille d'argent  | Cao Lei                        | Chine              | 72,43      | 121          | 148              | 269        |
| Médaille de bronze | Abir Abdel Rahaman Kahlil      | Égypte             | 74,17      | 110          | 142              | 252        |
| 4                  | Tatyana Khromova               | Kazakhstan         | 74,72      | 110          | 135              | 245        |
| 5                  | Lidia Valentín                 | Espagne            | 74,58      | 112          | 130              | 242        |
| 6                  | Nadiya Myronyuk                | Ukraine            | 74,21      | 109          | 131              | 240        |
| 7                  | Sinta Darmariani               | Indonésie          | 71,13      | 100          | 135              | 235        |
| 8                  | Lim Ji-Hye                     | Corée du Sud       | 74,83      | 97           | 132              | 229        |
| 9                  | Khanittha Petanang             | Thaïlande          | 74,53      | 95           | 122              | 217        |
| 10                 | Yang Houqin                    | Macao              | 74,57      | 95           | 115              | 210        |
| 11                 | Caroline Girard                | Canada             | 74,84      | 91           | 116              | 207        |
| 12                 | Raquel Alonso                  | Espagne            | 74,33      | 85           | 111              | 196        |
| 13                 | Rika Nakamura                  | Japon              | 74,53      | 86           | 110              | 196        |
| 14                 | Almira Lizde                   | Bosnie-Herzégovine | 74,85      | 83           | 100              | 183        |
|                    | Damaris Gabriela Aguirre Aldaz | Mexique            | 74,62      | NM           | NM               |            |
| DSQ                | Hripsime Khurshudyan           | Arménie            | 74,26      | 120          | 147              | 267        |

#### + de 75 kg
| Rang               | Nom                            | Pays                   | Poids (kg) | Arraché (kg) | Épaulé-Jeté (kg) | Total (kg) |
| ------------------ | ------------------------------ | ---------------------- | ---------- | ------------ | ---------------- | ---------- |
| Médaille d'or      | Jang Mi-Ran                    | Corée du Sud           | 115,04     | 136          | 187              | 323        |
| Médaille d'argent  | Tatiana Kashirina              | Russie                 | 90,90      | 138          | 165              | 303        |
| Médaille de bronze | Meng Suping                    | Chine                  | 113,95     | 131          | 165              | 296        |
| 4                  | Ele Opeloge                    | Samoa                  | 122,32     | 120          | 145              | 265        |
| 5                  | Mariam Usman                   | Nigeria                | 126,16     | 115          | 145              | 260        |
| 6                  | Lee Hui-Sol                    | Corée du Sud           | 115,89     | 110          | 140              | 250        |
| 7                  | Yuliya Dovhal                  | Ukraine                | 90,24      | 110          | 134              | 244        |
| 8                  | Afaf Ibrahim Mohamed           | Égypte                 | 97,33      | 105          | 135              | 240        |
| 9                  | Ummuhan Gurgay                 | Turquie                | 89,65      | 106          | 133              | 239        |
| 10                 | Kathleen Schoeppe              | Allemagne              | 93,37      | 105          | 132              | 237        |
| 11                 | Sarah Robles                   | États-Unis             | 120,83     | 100          | 133              | 233        |
| 12                 | Tania Irasema Silva Heredia    | Mexique                | 103,15     | 102          | 130              | 232        |
| 13                 | Hadiza Zakare                  | Nigeria                | 81,77      | 103          | 125              | 228        |
| 14                 | Tania Guadalupe Mascorro Osuna | Mexique                | 103,07     | 98           | 125              | 223        |
| 15                 | Sabina Baginska                | Pologne                | 99,45      | 96           | 122              | 218        |
| 16                 | Maria Carvajal                 | République dominicaine | 82,28      | 97           | 120              | 217        |
| 17                 | Annarosa Campaldini            | Italie                 | 97,04      | 97           | 116              | 213        |
| 18                 | Sibel Altindas                 | Turquie                | 82,82      | 92           | 117              | 209        |
| 19                 | Krisztina Magat                | Hongrie                | 105,42     | 97           | 110              | 207        |
|                    | Nahla Ramadan Mohamed          | Égypte                 | 97,01      | 118          | NM               |            |

## Tableau des médailles
| Rang  | Nation       | Or | Argent | Bronze | Total |
| ----- | ------------ | -- | ------ | ------ | ----- |
| 1     | Chine        | 7  | 3      | 3      | 13    |
| 2     | Kazakhstan   | 4  | 0      | 1      | 5     |
| 3     | Corée du Sud | 2  | 0      | 2      | 4     |
| 4     | Arménie      | 1  | 2      | 0      | 3     |
| 5     | Pologne      | 1  | 0      | 0      | 1     |
| 6     | Russie       | 0  | 4      | 0      | 4     |
| 7     | Biélorussie  | 0  | 2      | 0      | 2     |
| 8     | Turquie      | 0  | 1      | 2      | 3     |
| 8     | Ukraine      | 0  | 1      | 2      | 3     |
| 10    | Indonésie    | 0  | 1      | 1      | 2     |
| 11    | Azerbaïdjan  | 0  | 1      | 0      | 1     |
| 12    | Cuba         | 0  | 0      | 1      | 1     |
| 12    | Géorgie      | 0  | 0      | 1      | 1     |
| 12    | Égypte       | 0  | 0      | 1      | 1     |
| 12    | Macao        | 0  | 0      | 1      | 1     |
| TOTAL | TOTAL        | 15 | 15     | 15     | 45    |

| Rang  | Nation         | Or | Argent | Bronze | Total |
| ----- | -------------- | -- | ------ | ------ | ----- |
| 1     | Chine          | 18 | 11     | 10     | 39    |
| 2     | Kazakhstan     | 9  | 1      | 2      | 12    |
| 3     | Corée du Sud   | 6  | 3      | 5      | 14    |
| 4     | Arménie        | 3  | 4      | 2      | 9     |
| 5     | Pologne        | 3  | 0      | 0      | 3     |
| 6     | Russie         | 2  | 9      | 2      | 13    |
| 7     | Biélorussie    | 1  | 5      | 1      | 7     |
| 8     | Ukraine        | 1  | 4      | 4      | 9     |
| 9     | Turquie        | 1  | 4      | 3      | 8     |
| 10    | Indonésie      | 1  | 1      | 3      | 5     |
| 11    | Roumanie       | 0  | 1      | 1      | 2     |
| 12    | Azerbaïdjan    | 0  | 1      | 0      | 1     |
| 12    | Taipei chinois | 0  | 1      | 0      | 1     |
| 14    | Géorgie        | 0  | 0      | 3      | 3     |
| 14    | Macao          | 0  | 0      | 3      | 3     |
| 16    | Cuba           | 0  | 0      | 2      | 2     |
| 16    | Égypte         | 0  | 0      | 2      | 2     |
| 17    | Espagne        | 0  | 0      | 1      | 1     |
| 17    | Tunisie        | 0  | 0      | 1      | 1     |
| TOTAL | TOTAL          | 45 | 45     | 45     | 135   |

## Classement des nations
| Rang | Pays         | Points |
| ---- | ------------ | ------ |
| 1    | Chine        | 623    |
| 2    | Corée du Sud | 506    |
| 3    | Russie       | 395    |
| 4    | Azerbaïdjan  | 358    |
| 5    | Cuba         | 353    |
| 6    | Ukraine      | 338    |

| Rang | Pays         | Points |
| ---- | ------------ | ------ |
| 1    | Chine        | 514    |
| 2    | Corée du Sud | 429    |
| 3    | Turquie      | 408    |
| 4    | Russie       | 398    |
| 5    | Kazakhstan   | 385    |
| 6    | Mexique      | 273    |